# Parornix innotata
Parornix innotata är en fjärilsart som först beskrevs av Walsingham 1907.  Parornix innotata ingår i släktet Parornix och familjen styltmalar. Inga underarter finns listade i Catalogue of Life.